# لغات ميزاب ورقلة
لغات مزاب-ورقلة أو لهجات الواحات الشمالية الصحراوية هي سلسلة لهجوية من اللغات الزناتية، ضمن الفرع الثانوي المسمى الأمازيغية الشامالية، يتحدث بها مناطق منعزلة مشتتة في الجزائر والمغرب.

## التصنيف الفرعي
مارتن كوسمان (2013)
أدرج مارتن كوسمان (2013) ستة لهجات ضمن «لهجات الواحات الشمالية الصحراوية»:
- أمازيغية فكيك والجنوب الوهراني
- لغة قورارية
- لغة تيديكلت
- لهجة مزابية
- اللهجة الأمازيغية الورقلية
- اللغة التقرتية

إثنولوغ (2009)
أدرجت ثمانية لهات في إثنولوغ XVI (2009):
- اللهجة الأمازيغية الورقلية
- اللغة التقرتية
- تازناتيت («زناتية»: لغة قورارية، لغة توات وأمازيغية فكيك والجنوب الوهراني)
- لهجة مزابية

عكس كوسمان، تعتبر إثنولوغ اللهجة الأمازيغية المنطوقة في تيديكلت فرعا منفصلا عن المجموعة الزناتية، متميزة عن لغة توات.
بلينش
أدرج رودجر بلينش (2006) ثمانية لهجات:
- اللغة القورارية
- مزاب، غرداية
- ورقلة
- اللغة التقرتية
- أيت سغروشن
- أمازيغية فكيك والجنوب الوهراني
- أمازيغية صنهاجة السراير
- الأمازيغية اليزناسنية

إلا أن أمازيغية صنهاجة هي فالحقيقة لغة أطلسية.

## خرائط لسانية

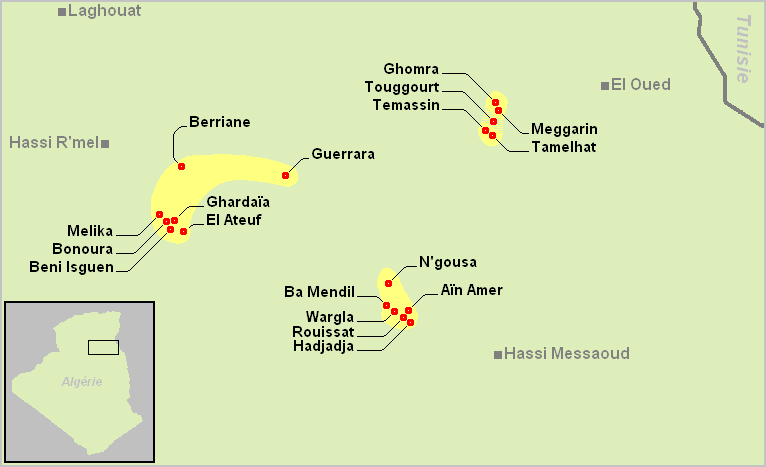
مزاب، ورغلة و واد ريغ
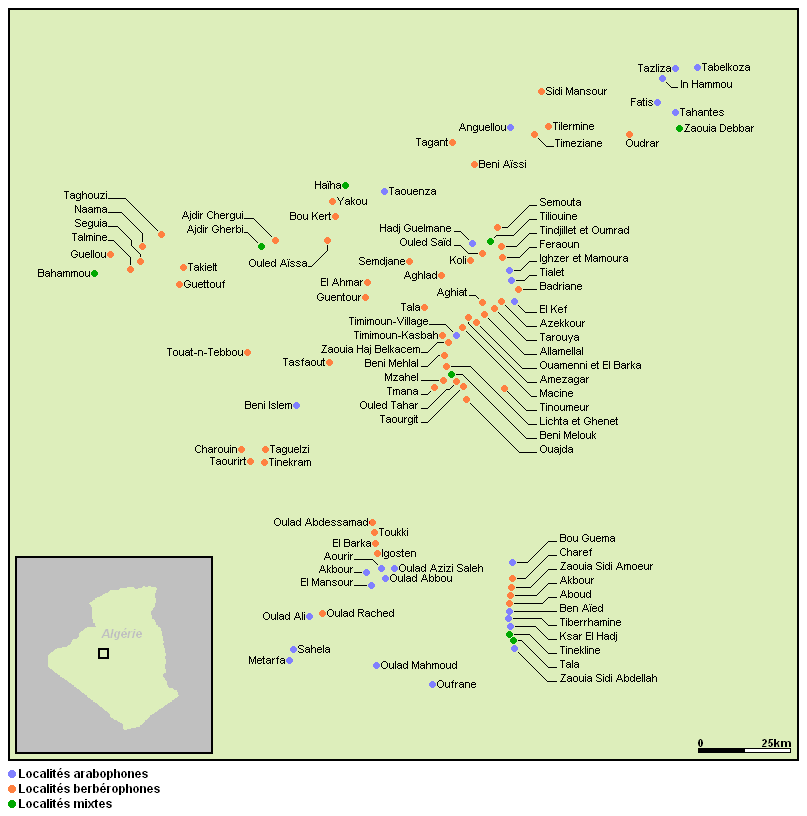
قورارة
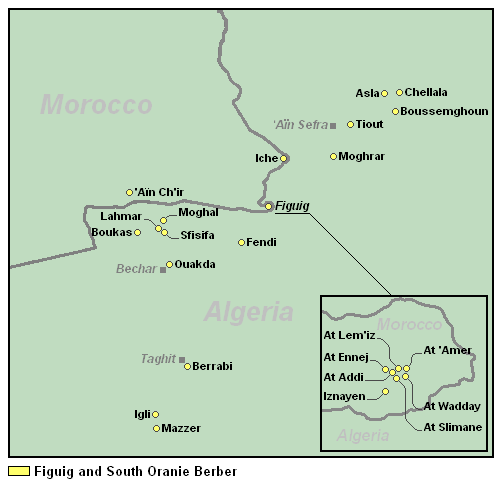
فكيك والجنوب الوهراني